# Escándalo Faurisson
El escándalo Faurisson es el nombre con el que se conocen los eventos en los que estuvo envuelto a principios de 1979 el negador del Holocausto Robert Faurisson (n. 1929), de nacionalidad francesa.
El escándalo se trató principalmente de la inclusión de un ensayo del lingüista estadounidense Noam Chomsky, titulado "Algunos comentarios elementales sobre los derechos de libertad de expresión", como una introducción al libro de Faurisson, sin el conocimiento o la aprobación de Chomsky. Respondiendo a una solicitud de comentarios en un clima de ataques a Faurisson, Chomsky defendió el derecho de Faurisson a expresar y publicar sus opiniones sobre la base de que la libertad de expresión debe extenderse a todos los puntos de vista, sin importar cuán impopulares o falaces.
Su defensa fue blanco de acusaciones posteriores por parte de varios académicos y grupos. Los acusadores afirmaron que su defensa iba más allá de los argumentos de la libertad de expresión, y que incluía una defensa del trabajo de Faurisson, y en general intentaron desacreditar a Chomsky alegando que había una asociación filosófica y política más profunda entre él y Faurisson.
En varias ocasiones, Robert Faurisson ha sido condenado bajo la ley francesa por su discurso. Por ejemplo, el 3 de octubre de 2006, el tribunal correccional de París lo condenó a una sentencia condicional de tres meses por negar el Holocausto en un canal de televisión iraní.
El caso Faurisson dañó en gran medida la reputación de Chomsky en Francia, un país que no visitó durante casi treinta años después del escándalo, y donde la traducción de sus escritos políticos se retrasó hasta la década de 2000.

## Las cartas de Faurisson a Le Monde
En diciembre de 1978 y enero de 1979, Robert Faurisson, un profesor francés de literatura en la Universidad de Lyon, publicó dos cartas en Le Monde afirmando que las cámaras de gas utilizadas por los nazis para exterminar a los judíos no existían.
Como resultado de una entrevista televisiva, fue declarado culpable de difamación e incitación al odio racial y se le impuso una suspensión de 3 meses de prisión y una multa de 21,000 francos (€ 3,200). Además, se le ordenó pagar la reproducción de la sentencia en los periódicos y la televisión nacionales. Este último requisito se eliminó después de que apeló.

## Petición firmada por Chomsky
En el otoño de 1979, el académico estadounidense Noam Chomsky contribuyó con su nombre a una petición firmada por aproximadamente 600 personas, incluidos Serge Thion, Arthur Butz, John Tuson Bennett y Mark Weber (del Institute for Historical Review), sobre el asunto:

El Dr. Robert Faurisson ha sido un respetado profesor de literatura francesa del siglo XX y crítico de documentos durante más de cuatro años en la Universidad de Lyon-2 en Francia. Desde 1974 ha estado llevando a cabo una extensa investigación histórica sobre la cuestión del "Holocausto".

Desde que comenzó a hacer públicos sus hallazgos, el profesor Faurisson ha sido objeto de una feroz campaña de hostigamiento, intimidación, difamación y violencia física en un crudo intento por silenciarlo. Funcionarios temerosos incluso han intentado evitar que investigue más negándole el acceso a bibliotecas y archivos públicos.
Protestamos enérgicamente por estos esfuerzos para privar al profesor Faurisson de su libertad de expresión y expresión, y condenamos la vergonzosa campaña para silenciarlo.

Apoyamos firmemente el justo derecho del profesor Faurisson a la libertad académica y exigimos que los funcionarios de la universidad y del gobierno hagan todo lo posible para garantizar su seguridad y el ejercicio libre de sus derechos legales.

Varios intelectuales franceses criticaron la firma de la petición de Chomsky, describiendo el alcance de la negación del Holocausto de Faurisson y sus vínculos con grupos neonazis. En particular, Pierre Vidal-Naquet criticó la redacción de la petición como "escandalosa", diciendo que implicaba que Faurisson era un investigador serio y no una falsificación.

Lo escandaloso de la petición es que nunca plantea la pregunta de si lo que dice Faurisson es verdadero o falso, que incluso presenta sus conclusiones o "hallazgos" como resultado de una investigación histórica, es decir, en busca de la verdad. Sin duda, se puede argumentar que todo hombre tiene derecho a la mentira y la falsedad, y que la libertad individual conlleva ese derecho, que se otorga, en la tradición liberal francesa, al acusado para su defensa. Pero el derecho que el falsificador exige no debe ser concedido a él en nombre de la verdad.

Vidal-Naquet dijo que Faurisson no tenía prohibido el acceso a bibliotecas o archivos públicos, y que el único archivo que lo prohibió fue el Centro de Documentación Juive Contemporáneo (Centro de Documentación Judía Contemporánea) en París, que Vidal-Naquet considera completamente coherente. con su misión declarada, "el hecho de que el personal del Centro de Documentación Juive Contemporaine, desafiado en su actividad fundamental, el de la memoria del crimen, debe -después de años de paciencia- negarse a servir a Faurisson parece perfectamente normal yo".

## Prefacio a laMémoire en defensa
En respuesta a las críticas recibidas por su firma en la petición, Chomsky escribió el ensayo Comentarios elementales sobre el derecho a la libertad de expresión, donde discute el derecho a realizar y publicar investigaciones impopulares. También expresa en ese ensayo no haber encontrado evidencia de antisemitismo en las partes del trabajo de Faurisson que revisó. Chomsky escribe:
«Las conclusiones de Faurisson son diametralmente opuestas a mis puntos de vista y que he expresado en publicaciones (por ejemplo, en mi libro Paz en el Oriente Medio, donde describo el Holocausto como la peor muestra de locura colectiva en la historia de la humanidad). Pero es elemental que la libertad de expresión (incluyendo la libertad académica) no sea restringida a los puntos de vista que uno aprueba, y es precisamente en el caso de puntos de vista que son casi universalmente descartados o condenados que este derecho debe ser defendido con mayor fuerza. Resulta sencillo defender aquellos que no necesitan defensa o unirse a una condena unánime de la violación de los derechos civiles cometida por un oficial enemigo.» 
Chomsky autorizó el uso de este ensayo para cualquier propósito y el editor de Faurisson, Pierre Guillaume, lo utilizó como prefacio de un libro de éste, sin informar de ello a Chomsky, quien, al enterarse, solicitó que no lo utilizara de esta forma, pero la editorial La Vieille Taupe ya lo estaba imprimiendo. Más adelante, Chomsky comentó que lo único que lamentaba de todo este asunto es el haber solicitado que se eliminara su ensayo del libro.
El ensayo de Chomsky provocó una controversia aún mayor. Críticos como Pierre Vidal-Naquet lo atacaron no por defender el principio de libertad de expresión, sino por defender supuestamente a Faurisson personalmente contra acusaciones de antisemitismo y defender su trabajo como investigación histórica:

La verdad simple, Noam Chomsky, es que no has podido cumplir con la máxima ética que impusiste. Tienes derecho a decir: mi peor enemigo tiene derecho a ser libre, con la condición de que no pida mi muerte o la de mis hermanos. No tenía derecho a decir: mi peor enemigo es un camarada o un "tipo de liberal relativamente apolítico". No tenía derecho a tomar un falsificador de la historia y a reformularlo con los colores de la verdad.

Vidal-Naquet ofreció el siguiente argumento para fundamentar su caracterización de Faurisson como antisemita:

Simplemente diré: el antisemitismo personal de Faurisson, de hecho, me interesa bastante poco. Existe y puedo testificarlo, pero no es nada comparado con el antisemitismo de sus textos. ¿Es antisemita escribir con suma calma que al exigir que los judíos usen la estrella amarilla a partir de los seis años "Hitler estaba quizás menos preocupado por la cuestión judía que por garantizar la seguridad de los soldados alemanes"? Ciertamente no, dentro de la lógica de Faurisson, ya que en el análisis final no es posible el antisemitismo práctico. Pero dentro de la lógica de Chomsky? ¿Es la invención de una declaración de guerra imaginaria contra Hitler, en nombre de la comunidad judía internacional, por parte de un presidente imaginario del Congreso Mundial Judío, un caso de antisemitismo o de falsificación deliberada?

John Goldsmith escribe que "los críticos antipáticos lo usaron como una oportunidad para etiquetar a Chomsky con etiquetas antisemitas, pero incluso los críticos que simpatizaban con las opiniones políticas de Chomsky sentían que sus comentarios mostraban falta de juicio".
Otros críticos sostenían que las declaraciones de Faurisson eran el arquetipo del antisemitismo, y que la conclusión lógica de la declaración de Chomsky sería que el nazismo no era antisemita. El argumento principal para esto es que los negadores del Holocausto no están interesados en la verdad, sino "motivados por el racismo, el extremismo y el virulento antisemitismo".

## Crítica de Werner Cohn a Chomsky
Werner Cohn publicó en 1985 (con una reedición diez años después, en la que añadiría algunos datos más) un libro dedicado exclusivamente a afirmar y justificar que Chomsky era antisemita y que además sus relaciones con los neonazis franceses iban mucho más allá de Faurisson.
La primera acusación la basa principalmente en el argumento del doble rasero, es decir, centrarse en las culpas de los judíos ignorando o minimizando las que puedan tener otros actores del conflicto. Cohen explica que en el libro El triángulo fatal, de Chomsky, dedicado en buena medida a la historia del conflicto, él incluye doce referencias a Adolf Hitler, todas ellas destinadas a comparar alguna actuación de los judíos con el dictador alemán. Por otro lado, Cohen dice que no se menciona ni una sola vez a quien fuera gran muftí de Jerusalén durante la Segunda Guerra Mundial, Amin al-Husayni, ni a su Movimiento Nacionalista Árabe, que declararon abiertamente su lealtad a Hitler y colaboraron con el Tercer Reich.
En cuanto a los neonazis, Cohn cita un capítulo de un libro de Pierre Guillaume en la que el autor describe la relación que su movimiento negacionista tiene con el lingüista del MIT y que va más allá de la firma de la petición en favor de Faurisson. Algo que no tendría mayor importancia si no hubiera enviado el texto al propio Chomsky antes de publicarlo, que le dio el visto bueno con un par de retoques que no afectan a la sustancia de lo relatado por Guillaume. Ya que Chomsky mantiene su postura ideológica de garantizar la libertad de expresión, aún para la publicación de teorías en las cuales no se está de acuerdo.
En cuanto al argumento del lingüista sobre su compromiso con la libertad de expresión, el profesor de Columbia reconoce que no le acaba de convencer ni el juicio contra Faurisson ni la persecución de los neonazis en Canadá por esa misma razón. Pero también ofrece ejemplos de otros casos en los que, según la opinión de Cohn, Chomsky no habría sido tan comprometido. Destaca el de Geoffrey Sampson, que hizo una pequeña reseña biográfica para el libro Biographical Companion to Modern Thought en términos elogiosos a su trabajo como lingüista, pero que incluía una crítica a su labor como analista político. Su reseña fue excluida de la edición norteamericana, y Sampson asegura que por presiones de Chomsky. Este lo niega, pero en el mismo texto en que lo hace justifica la exclusión por ser un "trabajo de consulta" y no un libro.
Al leer el libro de Cohn, Chomsky afirma que las acusaciones y las pruebas presentadas están totalmente fabricadas y Chomsky mismo ofrece datos que las desmentirían.

## La respuesta de Chomsky
En una respuesta a una carta circa 1989-1991, Chomsky declaró:

Un profesor de literatura francesa fue suspendido de la enseñanza sobre la base de que no podía ser protegido de la violencia, después de imprimir panfletos en privado cuestionando la existencia de cámaras de gas. Luego fue llevado a juicio por "falsificación de la historia" y luego condenado por este crimen, la primera vez que un estado occidental moderno afirmaba abiertamente la doctrina estalinista-nazi de que el estado determinará la verdad histórica y castigará la desviación de ella. Más tarde fue golpeado prácticamente hasta la muerte por terroristas judíos. A partir de ahora, los intelectuales europeos y otros no han expresado ninguna oposición a estos escándalos; más bien, han buscado disfrazar su profundo compromiso con la doctrina estalinista-nazi siguiendo los mismos modelos, tratando de desviar la atención con un torrente de mentiras escandalosas.

En su artículo Su derecho a decirlo publicado en The Nation, Chomsky expresa:
«Me parece escandaloso que sea todavía necesario debatir sobre esto dos siglos después de que Voltaire defendiera el derecho a la libre expresión de ideas que él mismo detestaba. Al adoptar una doctrina central sobre sus asesinos, se le hace un muy mal servicio a la memoria de las víctimas del Holocausto.»
Su argumento hace la distinción conceptual entre apoyar el punto de vista de alguien y defender su derecho a decirlo'. Dado que lo último no implica lo primero, la condena a la censura no puede ser interpretada como el apoyo al punto de vista del censurado.